# Berkheya pinnatifida
Berkheya pinnatifida là một loài thực vật có hoa trong họ Cúc. Loài này được (Thunb.) Thell. mô tả khoa học đầu tiên năm 1928.